# Johann Baptist Widder
Johann Baptist Widder (* 7. September 1797 in Neuburg an der Donau; † 31. Januar 1863 in München) war ein deutscher Musiker, Kapellmeister und Komponist.
Als Klarinettist trat er 1814 in das Musikkorps des Königlich Bayerischen Infanterie-Leib-Regiments in München. Nach seiner Wahl durch das Offizierskorps übernahm er 1817 die Leitung des Musikkorps und behielt den Dienstposten des Musikmeisters bis 1849. Nach seiner Pensionierung übernahm er bis 1863 die Leitung des Musikkorps des Landwehr-Regiments München. Gleichzeitig war er Solo-Klarinettist der Königlichen Hofkapelle in München.
Die Manuskripte seiner Kompositionen werden im Notenarchiv der Bayerischen Staatsbibliothek verwahrt.
Für Blasorchester komponierte er unter anderem:
- Belgrad-Marsch (1858)
- Drei Märsche, dem Bayerischen Armee-Musikdirektor Wilhelm Legrand gewidmet
- Parademarsch des Königlich Bayerischen Infanterie-Leib-Regiments nach Motiven aus der Oper Moses in Ägypten von Gioachino Rossini, AM II, 58 (hier evtl. nur Arrangeur?)[1]